# Гагра
Гагра (груз. გაგრა) је град у Абхазији. Налази се на обали Црног мора. Према процени из 2011. у граду је живело 12.361 становника.

## Географија
Град се налази 36 км од аеродрома у Сочију на обали залива. Гагра је подножју Кавказа до приступа мора најуже. Планине стварају микроклиму, штити град од хладних ветрова и одржавају топли морски ваздух. Због тога, Гагра најтоплије место на црноморској обали. Због контраста висинских планинским кланцима вентилацијом се ажурира ваздух у граду. У граду се четири реке уливају у море.

## Становништво
Према процени, у граду је 2011. живело 12.361 становника.
| 1989.  | 2002. | 2011.  |
| ------ | ----- | ------ |
| 26.636 | ...   | 12.361 |

## Етнички састав
- Абхази = 6.531 (52,8%)
- Руси = 2.335 (19.0%)
- Јермени = 2.046 (16,6%)
- Грузини = 328 (2,7%)
- Украјинци = 219 (1,8%)
- Грци = 119 (1,0%)
- остали = 766 (6,1%)